# Sasakwa (Oklahoma)
Sasakwa es un pueblo ubicado en el condado de Seminole en el estado estadounidense de Oklahoma. En el año 2010 tenía una población de 150 habitantes y una densidad poblacional de 300 personas por km².

## Geografía
Sasakwa se encuentra ubicado en las coordenadas 34°56′52″N 96°31′34″O / 34.94778, -96.52611 (34.947915, -96.526206).

## Demografía
Según la Oficina del Censo en 2000 los ingresos medios por hogar en la localidad eran de $20,750 y los ingresos medios por familia eran $24,286. Los hombres tenían unos ingresos medios de $23,750 frente a los $13,542 para las mujeres. La renta per cápita para la localidad era de $9,353. Alrededor del 24.3% de la población estaban por debajo del umbral de pobreza.